# Dekle, ki sem jo ljubil
Dekle, ki sem jo ljubil (angleško The Way We Were) je ameriški romantično dramski film iz leta 1973, ki ga je režiral Sydney Pollack, v glavnih vlogah pa nastopata Barbra Streisand in Robert Redford. Arthur Laurents je napisal scenarij po lastnem romanu o svojih študentskih letih na Univerzi Cornell in izkušnjah z Odborom Predstavniškega doma ZDA za protiameriške dejavnosti.
Film je bil premierno prikazan 19. oktobra 1973. Naletel je na dobre ocene kritikov in bil finančno uspešen z več kot 50 milijoni USD prihodkov ob 15-milijonskem proračunu. Na 46. podelitvi je bil nominiran za oskarja v šestih kategorijah, nagradi pa je osvojil za najboljšo izvirno glasbeno podlago in izvirno pesem »The Way We Were«. Nominiran je bil tudi za dva zlata globusa, od katerih je bil nagrajen za izvirno pesem, ter eno nagrado BAFTA. Film se je sčasoma uveljavil za enega najboljših romantičnih filmov v zgodovini.

## Vloge
- Barbra Streisand kot Katie Morosky
- Robert Redford kot Hubbell Gardiner
- Bradford Dillman kot J.J.
- Lois Chiles kot Carol Ann
- Patrick O'Neal kot George Bissinger
- Viveca Lindfors kot Paula Reisner
- Allyn Ann McLerie kot Rhea Edwards
- Murray Hamilton kot Brooks Carpenter
- Herb Edelman kot Bill Verso
- Diana Ewing kot Vicki Bissinger
- Sally Kirkland kot Pony Dunbar
- George Gaynes kot kapitan El Morocca
- James Woods kot Frankie McVeigh
- Susan Blakely kot Judianne